# 鍾離權
鍾離權，複姓鍾離，名權，字寂道，號正陽子、雲房子、和谷子等，咸阳人，一說燕京人，自稱「天下都散漢鍾離權」，呂純陽真人之師，道教仙人，八仙之首、全真道全真北五祖之第二，鍾呂內丹派代表人物，道号正阳真人。元世祖封其为正阳开悟传道真君，元武宗至大三年加封为正阳开悟传道垂教帝君。

## 生平
鍾離權在八仙中成仙较早，名气较大，因其原型为东汉將領，故又称做漢鍾離，《續文獻通考》稱之咸陽人，號和谷子，一號正陽子，又號雲房。《列仙全傳》載：鍾離權，燕人，號雲房先生，為漢朝大將。在征讨西羌中，被長官梁冀妒嫉，只配给他老弱残兵三万人，刚到达目的地就被西羌军劫营，军士落荒而逃。鍾離權迷路至一山谷，中途遇上一胡僧，將他帶至一小村莊說：「這是東華先生的住處。」然後告別而去。過了一會兒，忽聽有人說：「這必定是那碧眼的胡人多嘴的緣故。」見一人披著白色的鹿裘，扶著青色的藜杖，問鍾離權道：「來者可是漢大將軍鍾離權？」鍾離權大驚，知道遇上了異人，於是誠心學道。鍾離權後來遇見華陽真人，再遇上仙王玄甫，學得「長生訣」。最後在崆峒山紫金四皓峰居住，得到「玉匣秘訣」，修成真仙，也被全真教尊为北五祖之一。
今據《宣和書譜》說，鍾離權寫過一幅字，自稱「天下都散漢鍾離權」。「天下都散漢鍾離權」是鍾離權的自嘲，意思本為：我鍾離權乃是天下最大閒散之人。後人誤解，在「散」字後點斷，將「漢」當成了姓，變成了「天下都散，漢鍾離權」。逗號一點「鍾離權」變成了「漢鍾離」。
有關鍾離權的记载，约出现在五代、宋初之际。《宣和年谱》、《夷坚志》、《宋史》等书都有他事迹的记载。
相傳鍾離權曾經十試純陽真人呂洞賓，度呂成仙，還傳授呂「點石成金」的道法。也因為此法，鍾、呂受到民間的崇奉，認為有護佑金礦、財運的功能。

## 著作
著作有《破迷正道歌》、《還丹歌》、《贈洞賓丹訣歌》、《題長安酒肆壁三絕句》等。
《题長安酒肆壁三绝句》
坐卧長携酒一壶，不教双眼識皇都，乾坤許大無名姓，疏散人間一丈夫。
得道真仙不易逢，幾時歸去願相從。古言住處連滄海，別是蓬萊第一峯。
莫厭追歡笑語頻，尋思離亂可傷神，閑來屈指從頭數，得見清平有幾人。

## 影視作品
| 年份 | 地區     | 名稱                   | 類別   | 演出者 |
| ---- | -------- | ---------------------- | ------ | ------ |
| 1969 | 臺灣     | 《八仙渡海掃妖魔》     | 電影   | 徐一工 |
| 1976 | 中国     | 《八仙过海》           | 電影   | 许顺彬 |
| 1985 | 英屬香港 | 《八仙過海》           | 電視劇 | 蔡國慶 |
| 1985 | 英屬香港 | 《楊家將》             | 電視劇 | 譚炳文 |
| 1985 | 中国     | 《八仙的传说》         | 電影   | 鐵牛   |
| 1989 | 中国     | 《仙侣传奇》           | 電視劇 | 史進   |
| 1993 | 英屬香港 | 《笑八仙》             | 電影   | 吳孟達 |
| 1996 | 英屬香港 | 《西遊記》             | 電視劇 | 古明華 |
| 1998 | 新加坡   | 《东游记》             | 電視劇 | 麥皓為 |
| 1998 | 香港     | 《西遊記（貳）》       | 電視劇 | 古明華 |
| 2002 | 中国     | 《笑八仙之素女的故事》 | 電視劇 | 谢宁   |
| 2006 | 臺灣     | 《八仙傳奇》           | 電視劇 | 陳文山 |
| 2008 | 中国     | 《八仙全传》           | 電視劇 | 施羽   |
| 2011 | 中国     | 《碧波仙子》           | 電視劇 | 刘交心 |
| 2014 | 中国     | 《劍俠》               | 電視劇 | 劉昊岩 |
| 2014 | 中国     | 《蓬萊八仙》           | 電視劇 | 信鵬   |
| 2016 | 中国     | 《仙班校园》           | 電視劇 | 李尚翼 |
| 2017 | 香港     | 《財神駕到》           | 電視劇 | 陳國基 |
| 2018 | 中国     | 《小戏骨：八仙过海》   | 電視劇 | 張子豪 |